# Prodănești (okręg Sălaj)
Prodănești – wieś w Rumunii, w okręgu Sălaj, w gminie Creaca. W 2011 roku liczyła 244 mieszkańców.